# Bulbophyllum dulongjiangense
Bulbophyllum dulongjiangense är en orkidéart som beskrevs av Xiao Hua Jin. Bulbophyllum dulongjiangense ingår i släktet Bulbophyllum och familjen orkidéer. Inga underarter finns listade i Catalogue of Life.